# Madeleine Osterling
Madeleine Osterling Letts (Lima, 21 de mayo de 1959) es una abogada y profesora universitaria peruana. Es especialista en Derecho minero y medioambiental.

## Biografía
Hija de Felipe Osterling Parodi y Josefina Letts Colmenares. Su padre fue un destacado abogado, Presidente del Senado y Ministro de Justicia. Por parte materna es sobrina del empresario Roberto Letts Colmenares y del político Ricardo Letts Colmenares, así como prima del escritor Jaime Bayly Letts.
Realizó sus estudios escolares en el Colegio Villa María de la ciudad de Lima y luego ingresó a la Pontificia Universidad Católica del Perú, en la cual estudió Derecho y recibió el título de abogada. Realizó estudios de postgrado en economía en la Universidad de Boston. Estudió también una Maestría en Dirección de Empresas en la Universidad de Piura.

## Vida profesional
Ingresó al Estudio Osterling como Abogada Asociada de 1994 a 2003. Fue Directora de Asuntos Legales en Telefónica Móviles de 2003 a 2011. Desde 2012 es socia del Estudio Osterling. De 2012 a 2017 fue directora de Volcan Compañía Minera.
Postuló a la Alcaldía del distrito de San Isidro en las Elecciones municipales de 2014 con el partido fujimorista Fuerza Popular, obteniendo el segundo lugar luego de Manuel Velarde Dellepiane. Su campaña fue remarcable por su vídeo promocional, en el que vestía de blanco y que se viralizó. Posteriormente, su imagen fue parodiada por el personaje de Francesca Maldini en la teleserie Al fondo hay sitio.
En el ámbito académico, es profesora en la Universidad Peruana de Ciencias Aplicadas y de la Universidad del Pacífico. Es miembro del Instituto Peruano de Derecho Tributario y del Rocky Mountain Mineral Law Institute.
Es columnista del diario Expreso y colabora también con El Comercio.

## Publicaciones
- Contratos Comerciales Modernos, Elementos Esenciales y Reglas Aplicables (2011) con Alfredo F. Soria